# درو هاتشيسون
درو هاتشيسون (بالإنجليزية: Drew Hutchison)‏ هو لاعب كرة قاعدة أمريكي، ولد في 22 أغسطس 1990 في ليكلاند في الولايات المتحدة.

## وصلات خارجية
- درو هاتشيسون على موقع دوري كرة القاعدة الرئيسي (الإنجليزية)
- درو هاتشيسون على موقعبيزبول رفرنس.كوم (الدوري الرئيسي) (الإنجليزية)
- درو هاتشيسون على موقعبيزبول رفرنس.كوم (الدوري الثانوي) (الإنجليزية)
- درو هاتشيسون على موقع إي إس بي إن.كوم (أم.أل.بي) (الإنجليزية)
- درو هاتشيسون على موقع مشجعي الرسوم البيانية (الإنجليزية)